# Georges Prévélakis
Georges Prévélakis, né en 1949, est un enseignant-chercheur et spécialiste franco-grec de géopolitique. Ses travaux portent tout particulièrement sur les Balkans et la géopolitique des diasporas.

## Biographie

### Jeunesse et études
Georges Prévélakis suit ses études en Grèce. Il est diplômé de l'université technique d'Athènes (architecte-ingénieur en 1973). Il suit ensuite des études en France, où il obtient un doctorat en aménagement régional et planification d'urbanisme à l'université Paris-Sorbonne.
Il parachève ses études avec un doctorat de 3e cycle en aménagement régional, planification et urbanisme, toujours à l'université Paris-Sorbonne en 1977.

### Parcours professionnel
Il commence une carrière d'enseignant et d'urbanisme à Athènes, où il enseigne, de 1980 à 1984 à l'université technique. 
En 1984, il s'installe en France, où il enseigne à l'université Paris-Sorbonne. Habilité à diriger des recherches depuis 1996, il est désormais professeur à l'université Paris 1 Panthéon-Sorbonne et membre du laboratoire Géographie-cités (Université Paris 1 Panthéon-Sorbonne / Université Paris-Diderot/CNRS). 
Il a aussi enseigné à l'Institut d'études politiques de Paris et à la Fletcher School of Law and Diplomacy de l'université Tufts entre 2003 et 2005.
Entre juin 2013 et juillet 2015, il a été représentant permanent de la Grèce à l'OCDE.
Crétois d'origine, il est le neveu de l'écrivain Pandélis Prévélakis. 

## Publications

### Ouvrages
- Qui sont les Grecs ? Une identité en crise, CNRS éditions, 2017.
- Athènes, urbanisme, culture et politique, L'Harmattan, 2000.
- Les réseaux des diasporas, L'Harmattan, 1996.
- Géopolitique de la Grèce, Complexe, 1997 - 2006.
- Les Balkans, cultures et géopolitique, Nathan, 1994 - 1996.

### Articles
- "Les grandes métropoles comme carrefour des diasporas", Cybergéo, 1999.
- "Querelle byzantine, à propos du contentieux gréco-macédonien", Le Monde diplomatique, janvier 1999.
- "Les Balkans, poudrière ou thermomètre de l'Europe ?", Confluence Méditerranée, automne 1993.

## Divers

### Distinctions, bourses
- Visiting Scholar, Boston University de 1999 à 2000.
- Senior Fellow, Institute for Policy Studies, Johns Hopkins University en 1988.

### Activité administrative
Directeur de la Chaire Constantin Karamanlis (The Constantine Karamanlis Professor in Hellenic and Southeastern European Studies), The Fletcher School, Tufts University de 2003 à 2005

### Activité scientifique
- Membre, Advisory Board, Tijdschrft voor economische en sociale geografie depuis 2005.
- Coprésident, Commission de Géographie politique et culturelle (RC15) de l'Association internationale de sciences politiques depuis 2001.
- Membre du comité scientifique de la revue Balkanologie depuis 1997.

### Thème de recherches
Ses thèmes de recherches principaux sont les suivants : le cloisonnement de l'espace, la territorialité, le rôle de la culture dans l'organisation des espaces réticulaires, les iconographies (dans la lignée de Jean Gottmann), la géopolitique de l'Europe, la géopolitique des Balkans, la géopolitique des diasporas, l'aménagement d'Athènes et la géographie humaine de la Grèce.